# Олимп-Долгопрудный
«Оли́мп-Долгопру́дный» — российский футбольный клуб из подмосковного города Долгопрудный, в сезоне 2021/22 базировавшийся в Химках и выступавший в Первом дивизионе Футбольной национальной лиги.

## Названия
- 1998—2005 — ФК «Долгопрудный».
- 2006—2012 — «Долгие Пруды».
- 2012—2020 — ФСК «Долгопрудный».
- 2020—2022 — ФК «Олимп-Долгопрудный».

## История
В 1998 году футбольный клуб «Космос» (Долгопрудный) перебазировался в Электросталь. В это же время в Долгопрудном, по инициативе мэра города, под руководством главного тренера Олега Анатольевича Крысанова образовался новый футбольный клуб с одноимённым с городом названием. С 1998 по 2000 год команда принимала участие в чемпионате Московской области. Многие годы клуб выступал в подмосковной зоне любительского первенства России: в 2001—2004 и 2006 годах — в группе «Б», в 2005 и 2007—2012 годах — в группе «А». В сезоне 2011/12 стал победителем группы «А» подмосковной зоны любительского первенства России (потерпев лишь одно поражение в лиге за сезон и оторвавшись от серебряного призёра на 18 очков) и в сезоне 2012/13 дебютировал во Втором дивизионе России.
Первый матч в статусе профессионального клуба в рамках первенства второго дивизиона команда сыграла 23 июля 2012 года против «Химика» из Дзержинска и одержала победу со счётом 3:2.
«Долгопрудный» стал последним профессиональным клубом в карьере Александра Филимонова, который пришёл в команду в июле 2015 на должность играющего тренера: за клуб сыграл 28 матчей, в которых пропустил 27 мячей. 

### 2020: объединение с ФК «Олимп»
25 мая 2020 года ФСК «Долгопрудный» официально объявил об объединении с футбольным клубом «Олимп», чтобы команда смогла принять участие в Первенстве ФНЛ в сезоне 2020/21. Чемпионат был прерван в связи с пандемией коронавируса, а результаты были зафиксированы на момент остановки — «Долгопрудный» занимал 2-е место в зоне «Запад» Первенства ПФЛ. Было объявлено, что по условиям сотрудничества новообразованная команда будет базироваться в Долгопрудном и продолжит выступать на стадионе «Салют», но главным тренером будет Ринат Билялетдинов, ранее тренировавший «Олимп», а председателем совета директоров — Владимир Габулов (должность не является штатной), президентом клуба был назначен Тарас Воробель.
24 июля 2020 года из трёх клубов-претендентов (помимо «Олимпа-Долгопрудного» лицензии соответствия требованиям ФНЛ имелись также у «Алании» и «КАМАЗа») на исполкоме РФС было принято решение о включении в состав ФНЛ «Алании».

### 2021: переезд в Химки
В сезоне 2020/21 команда досрочно, за 4 тура до окончания, обеспечила 1-е место во второй группе первенства ПФЛ и выход в ФНЛ, после чего в СМИ стала появляться информация об «изменении концепции» («смене курса») в рамках «интеграции клуба в вертикаль подмосковного футбола на базе „Химок“», формировании нового состава из лучших воспитанников «Химок», «Чертаново» и егорьевского УОР «Мастер-Сатурн», предстоящем ребрендинге (смене названия) и разделении на два клуба, один из которых выступит во Втором дивизионе ФНЛ (бывшее Первенство ПФЛ).
В июле 2021 года президент клуба Тарас Воробель сообщил о структурных изменениях в клубе и переезде команды, вышедшей в первый дивизион ФНЛ, в Химки.
3 июня 2022 года РФС отказал в выдаче клубу лицензии на сезон 2022/23.

## Молодёжные команды
После перехода ФСК «Долгопрудный» во Второй дивизион в любительском первенстве (III дивизион) / чемпионате Московской области в группе/лиге «А» стала играть вторая команда «Долгопрудный-2». После объединения «Долгопрудного» с «Олимпом» она стала называться «Олимп-Долгопрудный-2» и продолжила играть в лиге «А». В сезоне 2021/22 команда «Олимп-Долгопрудный-2» стала участницей первенства второго дивизиона ФНЛ. В лиге «А» сезона 2021 команда «Олимп-Долгопрудный-2» стала именоваться молодёжной командой.
В лиге «В» чемпионата Московской области участвовала ещё одна молодёжная команда клуба — «Олимп-Долгопрудный»-3 (сезон 2021 — зона 1, сезон 2020 — зона 1, сезон 2019 — «Долгопрудный»-3 в зоне 2).
После структурных изменений в клубе в 2021 году, молодёжные команды сохранили прописку в Долгопрудном и стали относиться к клубу «Олимп-Долгопрудный-2» (в 2022 году объединились в команду «Космос-2»). Домашний стадион — «Салют».

## Цвета клуба
| Белый | Синий |

## Наивысшие достижения
- Победитель Первенства ПФЛ, зона/группа «Группа 2»: 2020/21
- Второе место в Первенстве ПФЛ, зона/группа «Запад» (3 раза): 2015/16, 2016/17, 2019/20
- Победитель зонального турнира первенства России среди ЛФК: 2011/12 (зона «Московская область»)
- Выход в 1/16 Кубка России: 2013/14

## Клубные рекорды

#### Самые крупные победы
- Второй дивизион — 7:1 над ФК «Псков-747»
- Третий дивизион — 9:2 над ФК «Дмитров»

#### Самые крупные поражения
- Второй дивизион — 0:4 от ФК «Псков-747» и ФК «Торпедо» Владимир
- Третий дивизион — 1:10 от ФК «Дубна»

## Статистика выступлений
| Первенство | Первенство                                 | Первенство | Первенство | Первенство | Первенство | Первенство | Первенство | Первенство | Первенство                   | Кубок |
| Сезон      | Лига/дивизион                              | Место      | И          | В          | Н          | П          | Голы       | О          | Лучший бомбардир             | Кубок |
| ---------- | ------------------------------------------ | ---------- | ---------- | ---------- | ---------- | ---------- | ---------- | ---------- | ---------------------------- | ----- |
| 2001       | КФК, зона «Московская область», группа «Б» | 7          | 30         | 14         | 7          | 9          | 64-36      | 49         |                              |       |
| 2002       | КФК, зона «Московская область», группа «Б» | 10         | 30         | 11         | 5          | 14         | 56-51      | 38         |                              |       |
| 2003       | КФК, зона «Московская область», группа «Б» | 10         | 34         | 13         | 8          | 13         | 55-60      | 47         |                              |       |
| 2004       | ЛФЛ, зона «Московская область», группа «Б» | 2          | 34         | 27         | 1          | 6          | 145-39     | 82         |                              |       |
| 2005       | ЛФЛ, зона «Московская область», группа «А» | 15         | 30         | 3          | 7          | 20         | 35-75      | 16         |                              |       |
| 2006       | ЛФЛ, зона «Московская область», группа «Б» | 2          | 30         | 20         | 3          | 7          | 71-36      | 63         |                              |       |
| 2007       | ЛФЛ, зона «Московская область», группа «А» | 15         | 30         | 3          | 1          | 26         | 23-119     | 10         |                              |       |
| 2008       | ЛФЛ, зона «Московская область», группа «А» | 12         | 30         | 8          | 5          | 17         | 33-91      | 29         |                              |       |
| 2009       | ЛФЛ, зона «Московская область», группа «А» | 12         | 30         | 9          | 4          | 17         | 44-76      | 31         |                              |       |
| 2010       | ЛФЛ, зона «Московская область», группа «А» | 12         | 30         | 9          | 2          | 19         | 56-71      | 29         |                              |       |
| 2011/12    | ЛФК, зона «Московская область», группа «А» | 1          | 42         | 35         | 6          | 1          | 127-26     | 111        |                              |       |
| 2012/13    | Второй дивизион, зона «Запад»              | 4          | 26         | 13         | 6          | 7          | 31-28      | 45         | Э. Корчагин — 6              | 1/64  |
| 2013/14    | Первенство ПФЛ, зона «Запад»               | 8          | 32         | 12         | 9          | 11         | 40-32      | 45         | В. Свижук — 8                | 1/16  |
| 2014/15    | Первенство ПФЛ, зона «Запад»               | 6          | 30         | 14         | 9          | 7          | 46-39      | 51         | К. Головской, Д. Малания — 6 | 1/128 |
| 2015/16    | Первенство ПФЛ, зона «Запад»               | 2          | 28         | 17         | 4          | 7          | 49-30      | 55         | Д. Малания — 8               | 1/128 |
| 2016/17    | Первенство ПФЛ, группа «Запад»             | 2          | 26         | 16         | 8          | 2          | 53-20      | 56         | А. Рогов — 10                | 1/32  |
| 2017/18    | Первенство ПФЛ, группа «Запад»             | 6          | 26         | 11         | 10         | 5          | 49-27      | 43         | А. Тринитацкий — 11          | 1/128 |
| 2018/19    | Первенство ПФЛ, группа «Запад»             | 4          | 24         | 12         | 4          | 8          | 43-21      | 40         | В. Ларионов — 9              | 1/128 |
| 2019/20    | Первенство ПФЛ, группа «Запад»             | 2          | 17         | 11         | 2          | 4          | 29-16      | 35         | М. Чиканчи — 6               | 1/128 |
| 2020/21    | Первенство ПФЛ, группа 2                   | 1          | 30         | 22         | 6          | 2          | 51-18      | 72         | А. Алхазов — 8               | 1/64  |
| 2021/22    | Первый дивизион ФНЛ                        | 15         | 38         | 9          | 14         | 15         | 35-47      | 41         | З. Тарасенко — 6             | 1/64  |

## Стадион
До выхода в первый дивизион ФНЛ домашние матчи команда проводила на городском стадионе «Салют» (6000 мест), где продолжили играть «Олимп-Долгопрудный-2», «Олимп-Долгопрудный-М» и «Олимп-Долгопрудный-3». После переезда основной команды в Химки домашним стадионом в первом дивизионе ФНЛ заявлен стадион «Родина».